# Walkershöfer Weihergraben
Der Walkershöfer Weihergraben ist ein etwa 1,3 Kilometer langer, linker Zufluss der Schwäbischen Rezat bei Ellingen im mittelfränkischen Landkreis Weißenburg-Gunzenhausen.

## Verlauf
Er entspringt bei den zur Stadt Ellingen gehörenden Walkershöfen auf einer Höhe von 416 m ü. NHN. Nachdem er den Dorfweiher der Walkershöfe durchflossen hat, mündet er auf einer Höhe von 381 m ü. NHN bei der Zollmühle von links in die Schwäbische Rezat.